# Право Шотландии
Право Шотландии — исторически сложившаяся правовая система Шотландии. Право Шотландии существенно отличается от английского права. Оно возникло как самостоятельная правовая система на основе практики шотландских судов, использовавших применительно к местным условиям. Шотландское право имеет больше сходства с правом континентальных европейских государств, чем с английским правом. Источниками шотландского права являются законы, судебные прецеденты, а также некоторые труды шотландских юристов, пользующихся особенным авторитетом. В Шотландии действуют те акты парламента Великобритании, которые либо содержат указание о том, что распространяются на ее территорию, либо изданы только для Шотландии. При этом сохраняют свое действие и многие акты, изданные парламентом Шотландии, существовавшим до 1707 года.

## Гражданское и семейное право
В шотландском праве существенно отличается от норм действующего английского права регулирование отношений собственности, особенно земельной, где во многом продолжают применяться категории феодального права. При этом влияние английского права очевидно в области торговых отношений и авторского права. Как и в Англии, в Шотландии получил широкое распространение институт траста, однако его применение имеет в Шотландии свои особенности.
Ответственность за причинение вреда в Шотландии регулируется достаточно своеобразными нормами. В частности, в Шотландии не применяется принцип «строгой ответственности», позволяющий в Англии при определенных обстоятельствах не требовать доказательств вины правонарушителя.
В наследственном праве признаётся свобода завещания, ограниченная лишь обязательной долей для пережившего супруга и детей, с 1964 года отменено преимущество в наследовании, которым пользовались старшие («первородные») дети и лица мужского пола.
Заключение брака в Шотландии допускается не только в результате религиозного обряда или гражданской регистрации, но и в результате признания фактического совместного проживания.

## Уголовное право
Уголовное право, как и большинство других отраслей шотландского права, остается некодифицированным. Действия, признаваемые преступлениями, определяются по большей части статутами (законами), однако признаки большинства преступлений перечислены в нормах общего (прецедентного) права.